# Терминатор (игрална конзола)
Вижте пояснителната страница за други значения на Терминатор.
Терминатор (или реално наименование: Super Design Ending-Man BS-500 AS) е игрална конзола, продавана в редица страни, сред които България, Румъния, Сърбия, Хърватия, Босна и Херцеговина, Унгария и Албания. Срещала се и в Унгария, Испания и Италия, като в Унгария носела името „Sárgakazettás nintendo“ (Нинтендо с жълти дискети), а в Испания и Италия – „Top consolle“. Конзолата е хардуерно идентична на „Нинтендо Фамиком“.
Придружена е от комплект джойстици и пистолет. Радва се на широка популярност в страните от Източна Европа от началото на 90-те. И до днес може да бъде открита, в аукционни уебсайтове, сергии на амбулантни търговци и дори някои магазини. 
Конзолата беше много популярна в България в началото на 90-те, поради липсата на Nintendo на пазара, която официално започна да продава конзоли у нас в средата на 90-те, когато Game Boy и Super Nintendo бяха рекламирани от компания Р&С.
Системата сама по себе си не включва вградени игри. Любопитен факт обаче е, че на някои дискети има надписи „1 000 000 в 1“ или „9 999 999 в 1“, но в действителност съвсем не съдържат толкова игри – на тях са записани малък брой такива (например 50), а останалите са абсолютно същите, само че с други имена.
Сред популярните игри за конзолата са „Супер Марио“, „Дък Хънт“, „Пакман“, „Той Стори“ и много други.

## Хардуерни данни
Процесор: 8-битов MOS 6502, честота: 1.79 MHz

Резолюция: 256 x 240

Цветна палитра: 25 цвята на екран (от 64 възможни)

Звук: петканален, моно